# Jiaozuo
Jiaozuo (chinesisch 焦作市, Pinyin Jiāozuò Shi) ist eine bezirksfreie Stadt in der Volksrepublik China und gehört zur Provinz Henan. In Jiaozuo wird Jin gesprochen und Hochchinesisch.
Das Verwaltungsgebiet der Stadt Jiaozuo hat eine Fläche von 4.001 km² und 3.521.078 Einwohner (Stand: Zensus 2020).

## Geschichte

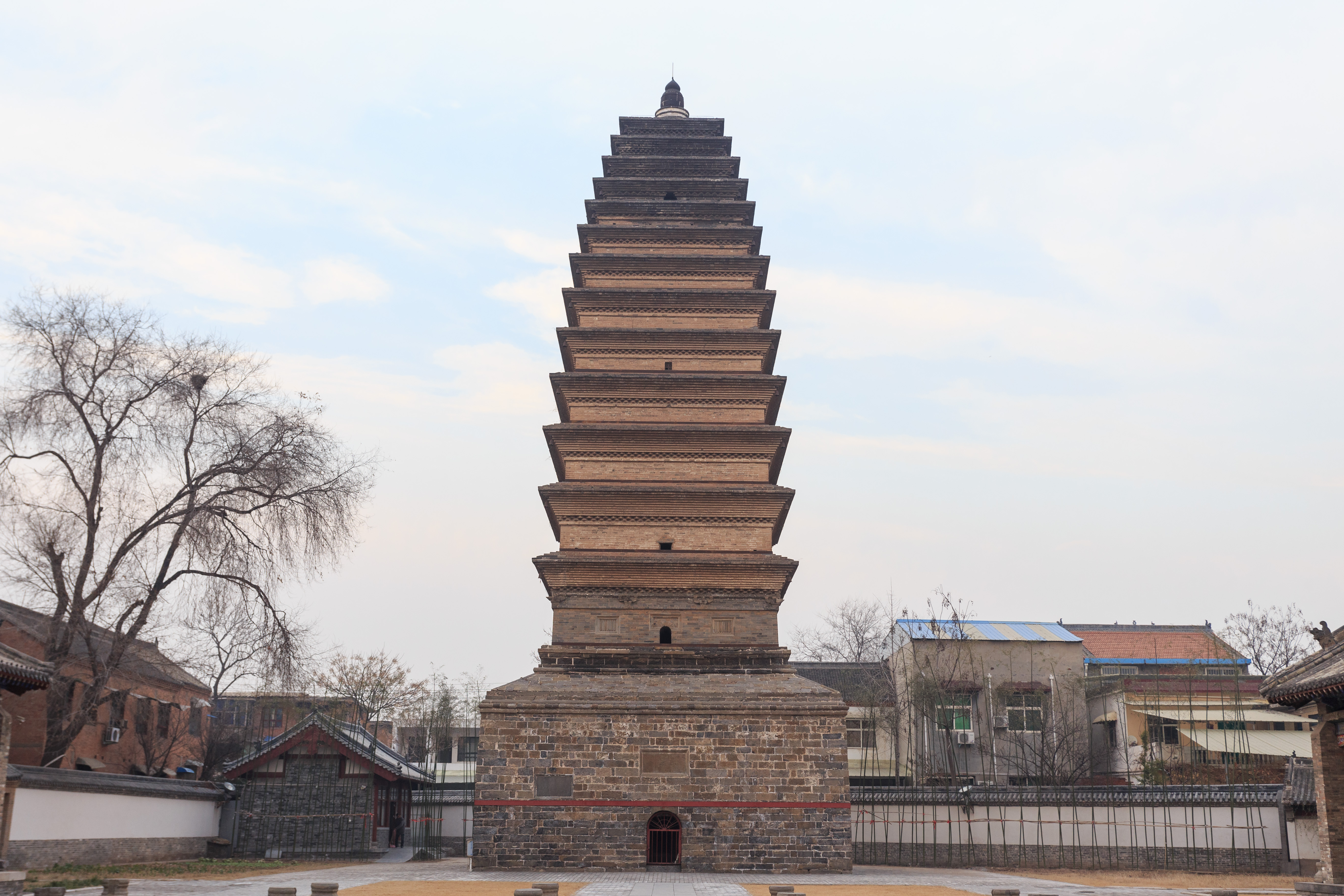
Pagoda of Tryadhva Buddhas 天宁寺三圣塔

Das Gebiet Jiaozuo ist eine der Ursprungsstätten der chinesischen Kultur und der Geburtsort von Mythen wie Yu Gong versetzt Berge. Es ist die Heimat berühmter chinesischer Persönlichkeiten wie Sima Yi, Han Yu und Li Shangyin. Der untergeordnete Kreis Wen war das Lehen von Lü Bu, und der Han Xiandi wurde hier nach seiner Abdankung in Shanyang angesiedelt.
Das moderne Jiaozuo ist eine Stadt, die durch die Kohleindustrie aufgeblüht ist.

## Administrative Gliederung
Auf Kreisebene setzt sich Jiaozuo aus vier Stadtbezirken, vier Kreisen und zwei kreisfreien Städten zusammen (Stand der Einwohnerzahlen: Ende 2018):
- Stadtbezirk Shanyang (山阳区), 109,3 km², 490.300 Einwohner, Zentrum, Sitz der Stadtregierung;
- Stadtbezirk Jiefang (解放区), 61,7 km², 305.000 Einwohner;
- Stadtbezirk Zhongzhan (中站区), 124,5 km², 107.300 Einwohner;
- Stadtbezirk Macun (马村区), 118,3 km², 141.800 Einwohner;
- Kreis Xiuwu (修武县), 667,2 km², 255.500 Einwohner, Hauptort: Großgemeinde Chengguan (城关镇);
- Kreis Bo’ai (博爱县), 482,5 km², 380.100 Einwohner;
- Kreis Wuzhi (武陟县), 858,5 km², 670.300 Einwohner;
- Kreis Wen (温县), 473,4 km², 420.900 Einwohner, Hauptort: Großgemeinde Wenquan (温泉镇);
- Stadt Mengzhou (孟州市), 509,5 km², 375.200 Einwohner;
- Stadt Qinyang (沁阳市), 595,9 km², 444.200 Einwohner.

## Wirtschaft
In Jiaozuo sind die wichtigsten Industriezweige Maschinenbau, Batterieherstellung, neue Energien wie Wasserstoffenergie, Herstellung von Autoersatzteilen, Lagerherstellung, Aluminiumprodukteherstellung, moderne Landwirtschaft und Tourismus.

## Transport

### Bahn
- Bahnhof Jiaozuo (焦作站 Jiāozuò zhàn)

## Städtepartnerschaften
| Stadt    | Land     | seit |
| -------- | -------- | ---- |
| Lublin   | Polen    | 2010 |
| Gyeongju | Südkorea | 2012 |

## Persönlichkeiten
- Lou Jiahui (* 1991), Fußballspielerin